# Раффаеле Ді Дженнаро
Раффаеле Ді Дженнаро (італ. Raffaele Di Gennaro; нар. 3 жовтня 1993, Саронно) — італійський футболіст, воротар «Інтернаціонале»

## Статистика клубних виступів
Станом на 24 грудня 2023 року
| Команда               | Сезон                | Чемпіонат            | Чемпіонат | Чемпіонат | Національний кубок | Національний кубок | Континентальні кубки | Континентальні кубки | Інші змагання | Інші змагання | Усього | Усього |
| Команда               | Сезон                | Ліга                 | Ігор      | Голів     | Ігор               | Голів              | Ігор                 | Голів                | Ігор          | Голів         | Ігор   | Голів  |
| --------------------- | -------------------- | -------------------- | --------- | --------- | ------------------ | ------------------ | -------------------- | -------------------- | ------------- | ------------- | ------ | ------ |
| «Інтернаціонале»      | 2012−13              | Серія А              | 0         | 0         | 0                  | 0                  | 0                    | 0                    | —             | —             | 0      | 0      |
| «Інтернаціонале»      | 2018–19              | Серія А              | 0         | 0         | 0                  | 0                  | 0                    | 0                    | —             | —             | 0      | 0      |
| «Читтаделла» (оренда) | 2013−14              | Серія В              | 39        | 0         | 2                  | 0                  | —                    | —                    | —             | —             | 41     | 0      |
| «Латина» (оренда)     | 2014−15              | Серія В              | 28        | 0         | 0                  | 0                  | —                    | —                    | —             | —             | 28     | 0      |
| «Латина» (оренда)     | 2015−16              | Серія В              | 13        | 0         | 1                  | 0                  | —                    | —                    | —             | —             | 14     | 0      |
| «Тернана» (оренда)    | 2016−17              | Серія В              | 16        | 0         | 0                  | 0                  | —                    | —                    | —             | —             | 16     | 0      |
| «Спеція» (оренда)     | 2017−18              | Серія В              | 23        | 0         | 0                  | 0                  | —                    | —                    | —             | —             | 23     | 0      |
| «Катандзаро»          | 2019–20              | Серія C              | 22        | 0         | 2                  | 0                  | —                    | —                    | 0             | 0             | 24     | 0      |
| «Катандзаро»          | 2020–21              | Серія C              | 20        | 0         | 1                  | 0                  | —                    | —                    | 2             | 0             | 23     | 0      |
| «Катандзаро»          | Усього за Катандзаро | Усього за Катандзаро | 42        | 0         | 3                  | 0                  | –                    | –                    | 2             | 0             | 47     | 0      |
| «Пескара»             | 2021–22              | Серія C              | 11        | 0         | 1                  | 0                  | —                    | —                    | 0             | 0             | 12     | 0      |
| «АС Губбіо 1910»      | 2022–23              | Серія C              | 30        | 0         | 0                  | 0                  | —                    | —                    | 4             | 0             | 34     | 0      |
| Інтернаціонале        | 2023–24              | Серія А              | 0         | 0         | 0                  | 0                  | 0                    | 0                    | 0             | 0             | 0      | 0      |
| Усього                | Усього               | Усього               | 202       | 0         | 7                  | 0                  | 0                    | 0                    | 6             | 0             | 215    | 0      |

1. 1 2  Всі виступи in Серія C плей-оф.

## Титули і досягнення
Інтернаціонале Прімавера
- Молодіжний чемпіонат Італії: 2010–11, 2011–12

Інтернаціонале
- Володар Суперкубка Італії з футболу: 2023